# Pierre Mendès France

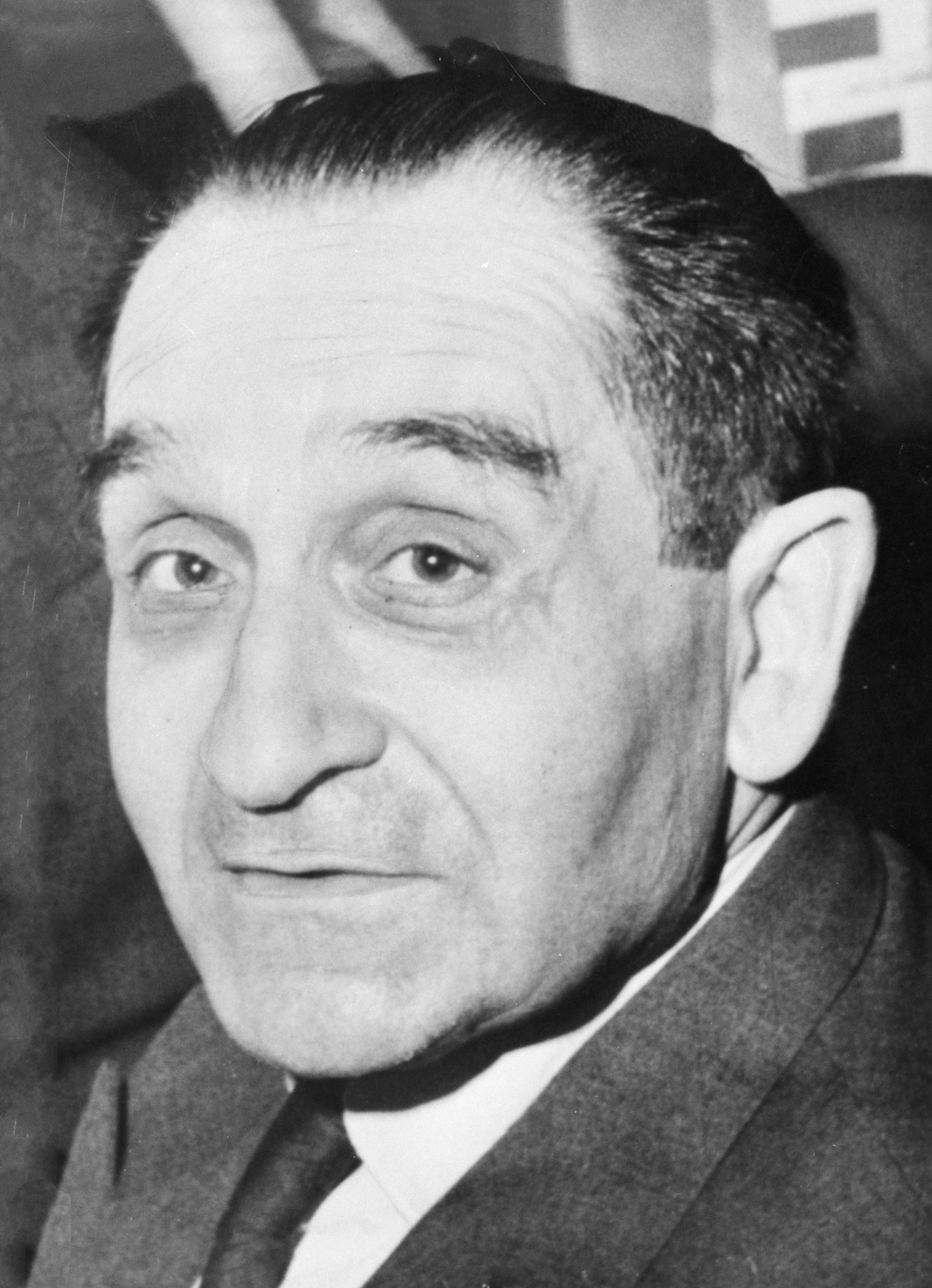
Pierre Mendès France, 1968

Pierre Isaac Isidore Mendès France (Parijs, 11 januari 1907 – aldaar, 18 oktober 1982) was een Frans links-liberaal, later socialistisch politicus. In 1954-1955 was hij premier van Frankrijk.

## Achtergrond en opleiding
Pierre Mendès France stamde uit een oud Portugees-Joods (Sefardisch) geslacht, dat al reeds eeuwen geleden in Frankrijk , o.a. in de steden Parijs, Rochefort (Charente-Maritime), Bordeaux en Louviers, (in ieder geval vóór de Franse Revolutie van 1789) neerstreek en de naam "Mendès de França", later Mendès France aannam.
Mendès France werd op 11 januari 1907 geboren in Parijs en studeerde rechten aan de universiteit van Parijs en politicologie aan de prestigieuze École Libre des Sciences Politiques (Parijs). In 1928 sloot hij zijn studies af en verwierf de doctorstitel in de rechten en werd op 22-jarige leeftijd de jongste advocaat van Frankrijk. Hij bleef advocaat tot 1932. 
In 1928 trad Mendès-France toe tot de Parijse loge van de vrijmetselarij.

## Politieke carrière
Mendès France was reeds op jonge leeftijd politiek actief. Tijdens zijn studententijd was hij voorzitter van de Ligue d'Action Universitaire Républicaine et Socialiste (Universitaire Actie Liga van Republikeinen en Socialisten), een gemengd socialistisch/links-liberale studentenvereniging die fel gekant was tegen de opkomende extreemrechtse organisaties. De Ligue d'Action was vooral actief in het Quartier Latin in Parijs. In 1924 sloot hij zich aan bij de liberale Parti Radical-Socialiste (PRS, Radicaal-Socialistische Partij). De PRS was een typische partij voor de centrumlinks-georiënteerde middenklasse, ofschoon zij ook meer behoudende figuren onder haar leden telde. Ondanks de naam doet vermoeden was de PRS geen socialistische partij en mag niet worden verward met de socialistische SFIO.
Zeer geïnteresseerd in economische en financiële vraagstukken, was hij voorstander van de economische herstelpolitiek van premier Raymond Poincaré, die in 1926 aan de macht was gekomen, nadat de linkse Cartel des Gauches-coalitie het veld moest ruimen. Hij uitte wel scherpe kritiek op de sociale misstanden die als gevolg van de bezuinigingspolitiek van Poincaré ontstonden. Zijn dissertatie, die hij in 1927-1928 schreef, was getiteld Le redressement financier français handelde over de economische politiek van Poincaré.

Samen met Jacques Kayser, Gaston Bergery, Pierre Cot, Jean Zaay en Bertrand de Jouvenel behoorde Mendès France tot de "Jeunes Turcs" ("Jonge Turken"), hervormingsgezinde democraten die vonden dat de Parti Radical-Socialiste een linkse koers moest gaan varen en moest aandringen op een nieuwe coalitie met de Section Française de l'Internationale Ouvrière (SFIO, Franse Sectie van de Arbeiders Internationale). Zij gingen hierbij in tegen de gangbare partijlijn van de PRS onder partijleider Édouard Herriot, die voorstander was van coalities met de centrum- en centrumrechtse partijen.
In 1935 werd Mendès France tot burgemeester van Louviers gekozen. In 1932 was hij al bij de parlementsverkiezingen voor het departement Eure in de Kamer van Afgevaardigden (Chambre des Députés) gekozen. Hij was pas 25 jaar en was de jongste afgevaardigde die namens het departement Eure, tot dan toe, zitting nam in de Kamer van Afgevaardigden. Als Kamerlid was hij lid van de Kamercommissie Douanezaken.
Mendès France was groot voorstander van het in 1935 gevormde Volksfront (Front Populaire) van SFIO, PRS, de Parti Communiste Français en andere linkse partijen en groepen. Het Volksfront won de parlementsverkiezingen van 1936 en Mendès France was staatssecretaris van Financiën in het tweede Volksfrontkabinet-Blum (13 maart – 8 april 1938). Samen met de directeur van het kabinet, Georges Boris, ontwikkelde hij een economisch herstelprogramma, gebaseerd op het Britse hervormingsprogramma van John Maynard Keynes. Dit gewaagde plan werd echter door de Senaat verworpen, hetgeen de val van het Volksfrontkabinet versnelde.

## Tweede Wereldoorlog
Mendès France was een fel tegenstander van het fascisme en nationaalsocialisme, zowel in eigen land als in het buitenland (Duitsland, Italië). Aan het begin van de Tweede Wereldoorlog werd hij gevechtsvlieger en te Syrië gedetacheerd. Toen de Franse nederlaag tegen nazi-Duitsland in juni 1940, Mendès France was op dat moment met verlof in Frankrijk, vrijwel zeker was, vluchtten 27 parlementariërs, onder wie Mendès France, en anderen met het schip Massilia van Marseille naar Casablanca (Marokko). Mendès France was net als generaal Charles de Gaulle ervan overtuigd dat de oorlog vanuit de Franse koloniën moest worden voortgezet. Het in juli 1940 geïnstalleerde Vichy-regime van maarschalk Philippe Pétain veroordeelde de actie van de vluchtelingen als "desertie". Op last van Pétain arresteerde de Franse resident in Marokko Mendès France en werd hij gevangengezet. In 1941 wist Mendès France te ontsnappen en naar Londen te ontkomen en sloot hij zich aan bij de Vrije Fransen van generaal De Gaulle. Hij nam dienst bij de luchtmacht van de Vrije Fransen (Forces Aériennes Françaises Libres). Hij nam als piloot actief deel aan gevechten en aan het Bombardement van Lotharingen. In oktober 1943 coördineerde hij bombardementen op Parijse voorsteden. In 1943 benoemde De Gaulle hem tot commissaris van Financiën van het Comité Français de la Libération Nationale, gevestigd in Algiers (Algerije). Hij nam in 1944 deel aan de onderhandelingen over het systeem van Bretton Woods, waar een overeenkomst werd gesloten die leidde tot de oprichting van het IMF, de Wereldbank en het opnieuw invoeren van de gouden standaard.
Van 3 juni 1944 tot 6 april 1945 was hij minister van Economische Zaken in de Voorlopige Regering onder premier De Gaulle. Hij streefde naar uitgebreide hervormingen, maar stuitte op verzet van de minister van Financiën René Pleven en kreeg te weinig steun van generaal De Gaulle. Terwijl Pleven voorstander is van een markteconomie, zag Mendès France een grote rol weggelegd voor de Staat. Na zijn aftreden als minister was hij lid van de administratieve raad van de Wereldbank en Frans vertegenwoordiger bij de Economische en Sociale Raad van de Verenigde Naties (ECOSOC).

## Naoorlogse carrière
In 1946 vertegenwoordigde Mendès France de PRS in de Grondwetgevende Vergadering (Constituante). Bij de parlementsverkiezingen van 1946 werd hij voor het departement Eure in de Franse Nationale Vergadering (Assemblée Nationale).
In juni 1953 werd Mendès France door president Vincent Auriol aangewezen tot formateur. Hij slaagde er echter niet in om een kabinet te vormen.
Van 1953 tot 1958 was hij opnieuw burgemeester van Louviers.

## Einde aan de oorlog inIndochina
Sinds 1950 was Mendès France een verklaard tegenstander van het Franse kolonialisme, vooral nu de Franse koloniën om onafhankelijkheid schreeuwden en het Franse leger met militair geweld de Franse overzeese macht wilde behouden. Vooral in Frans Indochina woedde een heftige strijd tussen de Vietnamese Vietminh en het Franse leger. Maar ook in Noord-Afrika probeerde Frankrijk door middel van wapengeweld haar "bezittingen" te behouden. Toen de Franse troepen in mei 1954 bij Dien Bien Phu een verpletterende nederlaag leden tegen de Vietminh van generaal Võ Nguyên Giáp trad het kabinet van premier Joseph Laniel af (12 juni 1954). De grote criticus van de oorlog, Mendès France, werd door president René Coty benoemd tot formateur. Op 19 juni 1954 werd Mendès France premier van een kabinet bestaande uit de PRS, de conservatief-liberale CNIP, de christendemocratische MRP, de Gaullistische URAS en de UDSR. De jonge François Mitterrand (UDSR) was minister van Binnenlandse Zaken in dit kabinet. Tijdens de Conferentie van Genève onderhandelde Mendès France, in zijn functie van minister van Buitenlandse Zaken, met Hồ Chí Minh, de Vietnamese communistenleider. Volgens Mendès France zat er niets anders in dan dat Frankrijk zich volledig uit Indochina zou terugtrekken. De Nationale Vergadering keurde het terugtrekkingsplan van Mendès France met 471 tegen 14 stemmen goed. Van nationalistische zijde (Poujadisten) kwam scherpe kritiek, zij vonden terugtrekken een nederlaag voor Frankrijk. Hoe dan ook, het kabinet-Mendès France zorgde ervoor dat Vietnam onafhankelijk werd en dat er aan Franse zijde geen doden meer vielen in Vietnam.
Onder Mendès France regering werd ook de autonomie voor Tunesië voorbereid. Uiteindelijk werd dit proces onder Mendès France opvolger als premier, Edgar Faure, voltooid (3 juni 1955). Ook gaf Mendès France het groene licht voor onderhandelingen met Marokkaanse nationalisten.
In 1954 ratificeerden het kabinet en de Nationale Vergadering de Verdragen van Parijs, waarna de Bondsrepubliek Duitsland kon toetreden tot de West-Europese Unie.
Hoewel Mendès France het liefst Frankrijk economisch wilde hervormen, kwam hij hier nooit toe: hij werd te veel in beslag genomen door het verdrag betreffende de Europese Defensie Gemeenschap (EDG). Binnen het kabinet waren voor- (MRP, CNIP, een deel der PRS en UDSR) en tegenstanders (URAS, een deel der PRS en UDSR) van een Europees leger. Mendès France – zelf niet bijzonder enthousiast over de EDG (Duitse deelname!), maar ook weer geen verklaard tegenstander – legde het EDG-verdrag voor aan de Nationale Vergadering die het met 319 tegen 264 stemmen verwierp, waarna pro-EDG ministers en staatssecretarissen uit het kabinet traden.
Uiteindelijk kwam Mendès France' kabinet in februari 1955 ten val, nadat zijn plannen voor onderhandelingen met Algerijnse nationalisten door de Nationale Vergadering waren afgewezen.

## Front Républicain
In de loop van 1955 ontstonden er spanningen binnen de PRS tussen de behoudende groep rondom premier Edgar Faure en de vooruitstrevende groep rondom Mendès France (Mendès-France was vicevoorzitter van de PRS). Mendès France wilde de PRS hervormen en van haar een echte volkspartij maken die de SFIO (socialistische partij) voorbij zou streven en zich sterk zou maken voor Europese integratie. De groep rondom Mendès France won het pleit en premier Faure werd in december 1955 uit de partij gezet. Ook aanhangers van Faure traden vrijwillig uit de partij. Faure nam korte tijd hierop het leiderschap van de centrumrechtse Rassemblement des Gauches Républicaines (RGR, Groepering van Linkse Republikeinen) op zich. Op 8 december 1955 vormden de PRS, SFIO, UDSR en de links-Gaullistische Républicains-Sociaux (RS, Sociale Republikeinen) het centrumlinkse Front Républicain (Republikeins Front). Mendès France werd lijsttrekker van het Front Républicain.
Het Front Républicain won de parlementsverkiezingen van januari 1956, maar in plaats van Mendès France aan te wijzen als formateur, werd Guy Mollet, de leider van SFIO, door president René Coty aangesteld als formateur. Mollet werd formateur omdat SFIO als zelfstandige partij de meeste zetels had behaald. Mollet vormde een Front Républicain-kabinet, met Mendès France als vicepremier. Hij was zeer ontevreden over het beleid van Mollet inzake Algerije. Mollet bleek voorstander van een harde lijn ten opzichte van de Algerijnse nationalisten van het Front de Libération Nationale (FLN), terwijl Mendès France voorstander was van onderhandelingen met het FLN die zouden leiden tot onafhankelijkheid. Premier Mollet benoemde in februari 1956 de socialist van de harde lijn, Robert Lacoste, tot gouverneur-generaal van Algerije in plaats van de liberale generaal Georges Catroux. Dit was voor Mendès France reden om uit het kabinet te treden. Hij gaf echter de overige PRS-ministers de opdracht om binnen de regering te blijven. Het kabinet-Mollet viel ten slotte op 21 mei 1957.
In 1957 trad Mendès France uit de PRS-fractie. Ten slotte gaf hij in 1959 zijn partijlidmaatschap van de PRS op.

## Vijfde Republiek
Net als de meeste linkse politici in Frankrijk, wees Pierre Mendès France de machtsovername van generaal De Gaulle in juni 1958 af. Hij bekritiseerde de instelling van de Vijfde Franse Republiek en hij leidde de Union des Forces Démocratiques (UFD, Unie van Democratische Krachten), een anti-Gaullistische parlementaire fractie in de Franse Nationale Vergadering. Bij de parlementsverkiezingen van 1958 werd hij echter niet herkozen. Hij vormde het Centre d'Action Démocratique (CAD, Democratisch Actie Centrum) die opging in de Parti Socialiste Autonome (PSA, Autonome Socialistische Partij).
In 1960 werd Mendès France, nadat de PSA op was gegaan in de Parti Socialiste Unifié (PSU, Verenigde Socialistische Partij), lid van deze partij (1961). De PSU verbond zich met SFIO en was een kleine partij van socialistische intellectuelen. Bij de parlementsverkiezingen van 1967 werd Mendès France in de Franse Nationale Vergadering gekozen voor departement Isère. Bij de parlementsverkiezingen van 1968 werd hij echter niet herkozen. Ofschoon hij zich niet echt prettig voelde binnen de PSU, bleef hij toch maar lid van deze partij. In mei 1968 betoonde hij, conform de partijlijn van de PSU, sympathie voor de studentenleiders die in opstand waren gekomen tegen de in hun ogen conservatieve Franse leiders. Mendès France, die toch al op leeftijd was, verwierf in korte tijd veel populariteit. Gaston Defferre, de socialistische presidentskandidaat maakte Mendès France tot zijn officiële kandidaat voor het premierschap wanneer hij de presidentsverkiezingen zou winnen. Defferre verkreeg bij de presidentsverkiezingen van 1969 maar 5% van de stemmen, het minste aantal stemmen dat een socialistische kandidaat in Frankrijk ooit heeft gekregen.
In 1969 sloot hij zich aan bij Parti Socialiste (PS, Socialistische Partij). Tijdens het eerste partijcongres van de PS, het Congres van Épinay, steunde hij als tegenstander van de marxist Guy Mollet, François Mitterrand voor het eerste secretarisschap van de PS. Mitterrand werd tot eerste secretaris van de PS gekozen.

## Overlijden
Vanaf 1972 ging de gezondheid van Mendès France achteruit. Hij stapte uit de politiek. Hij overleed op 75-jarige leeftijd, op 18 oktober 1982 in Parijs.

## Antisemitisme
Omdat Mendès France van Joodse afkomst was, was hij vaak het doelwit van extreemrechts. Door zijn antikolonialisme werd hij gehaat door extreemrechts en aangevallen als "onfrans" en "onpatriottisch." Zijn plannen – tijdens zijn premierschap – om de belasting voor wijnboeren te verhogen en het feit dat Mendès France ervoor koos melk in plaats van wijn te drinken, lokte protest uit bij de Poujadisten.

## Werken
- 1928 Le Redressement financier français en 1926 et 1927, doctorale these 3 maart 1928, Université de Paris, Faculté de droit, LGDJ
- 1928 L'Œuvre financière du gouvernement Poincaré. Préface de Georges Bonnet, LGDJ
- 1930 La Banque des règlements internationaux, contribution à l'étude du problème des États-Unis d'Europe, Librairie Valois
- 1933 Le Département de l'Eure au point de vue économique, Voorwoord van M.C. Briquet
- 1943 Liberté, liberté chérie. Choses vécues, New York, Les Éditions Didier
- 1947 Roissy-en-France, Julliard
- 1953 Gouverner c'est choisir (1) Julliard
- 1955 Gouverner c'est choisir (2) Sept mois et dix-sept jours juin 1954-février 1955, Julliard
- 1958 Gouverner c'est choisir (3) La Politique et la Vérité, Julliard
- 1955 Dire la vérité, causeries du Samedi, Julliard
- 1962 Pour une république moderne, Gallimard, heruitgave 1966
- 1968 Pour préparer l'avenir, propositions pour une action, Parijs: Denoël
- 1972 Dialogues avec l'Asie d'aujourd'hui, Gallimard
- 1974 Choisir, conversations avec Jean Bothorel, Stock
- 1976 La vérité guidait leurs pas, Gallimard
- 1983 Regards sur la Ve République (1958-1978), Entretiens avec François Lanzenberg, Parijs: Fayard
- 1984 Œuvres complètes, tome I, S'engager 1922-43, 837 pp.
- 1985 Œuvres complètes, tome II, Une politique de l'économie 1943-54, 630 pp.
- 1986 Œuvres complètes, tome III, Gouverner, c'est choisir 1954-55, 831 pp.
- 1988 Œuvres complètes, tome IV, Pour une république moderne 1955-62, 969 pp.
- 1989 Œuvres complètes, tome V, Préparer l'avenir 1963-73, 874 pp.
- 1990 Œuvres complètes, tome VI, Une vision du monde 1974-82, 684 pp.